# رحیماباد سفلی
رحیماباد سفلی، روستایی از توابع بخش ماهیدشت شهرستان کرمانشاه در استان کرمانشاه ایران است.

## جمعیت
این روستا در دهستان چقانرگس قرار دارد و براساس سرشماری مرکز آمار ایران در سال ۱۳۸۵، جمعیت آن ۱۴۱ نفر (۳۲خانوار) بوده‌است.